# Rudolf Eckstein

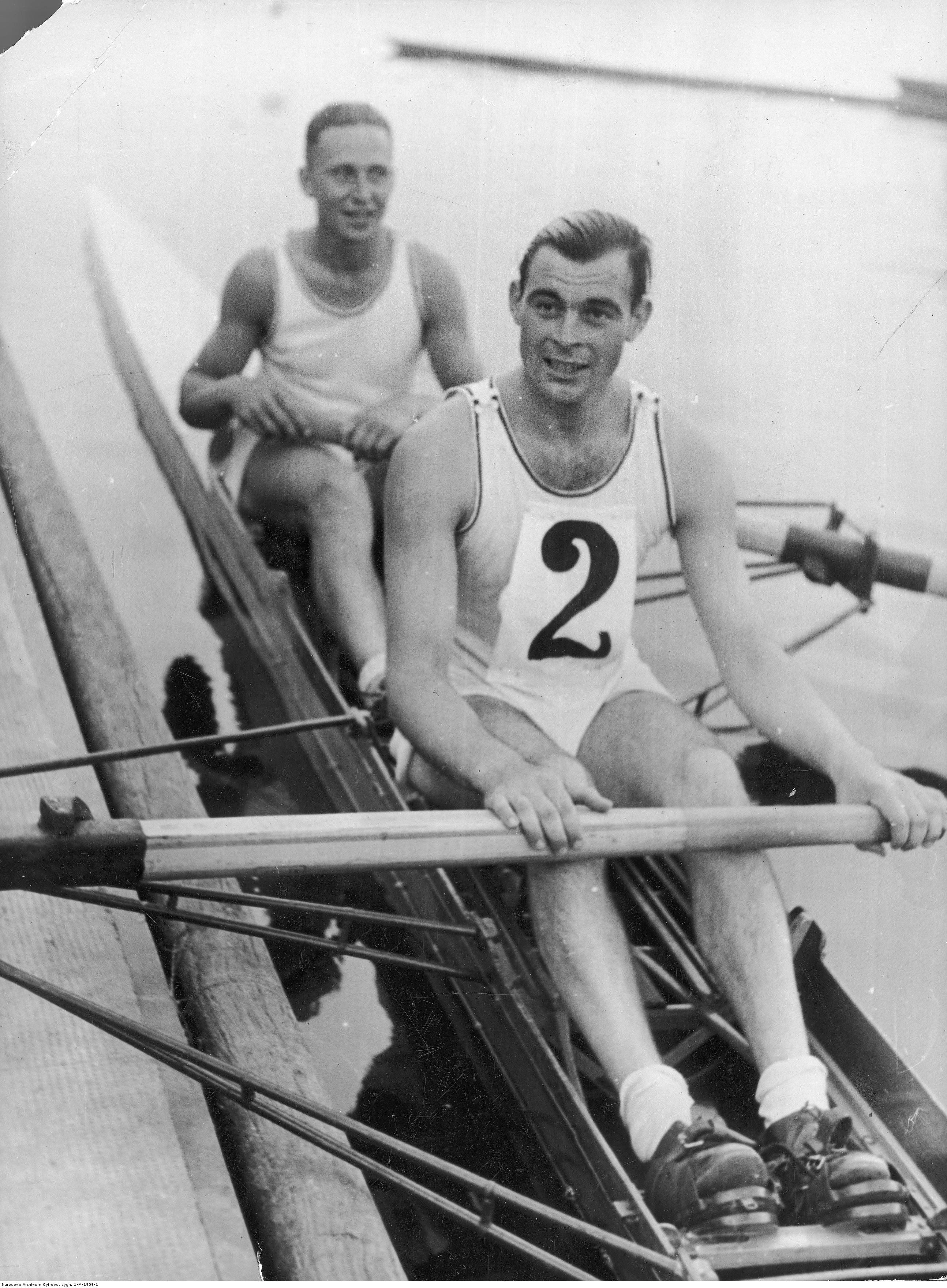
Einrich Stelzer und Rudolf Eckstein, 1938

Rudolf Eckstein (* 1. Januar 1915; † 25. Mai 1993) war ein deutscher Ruderer. 1936 wurde er Olympiasieger im Vierer ohne Steuermann.
Eckstein gewann 1933 seinen ersten Deutschen Meistertitel mit dem Achter des Würzburger Rudervereins von 1875. Im Jahr darauf wechselte er mit Anton Rom, Martin Karl und Wilhelm Menne in den Vierer ohne Steuermann und siegte nach dem Gewinn der Deutschen Meisterschaft auch bei der Europameisterschaft in Luzern. 1935 fehlte Martin Karl, für ihn saß Ernst Gaber vom Mannheimer Ruderverein Amicitia mit im Boot. Die vier Ruderer gewannen sowohl in der Bootsklasse Vierer ohne als auch im Vierer mit Steuermann bei der Deutschen Meisterschaft. Zusammen mit Steuermann Johann Pfadenhauer siegten sie auch bei der Europameisterschaft in Berlin. 1936 kehrte Martin Karl zurück ins Boot. Eckstein, Rom, Karl und Menne siegten auch bei den Olympischen Spielen 1936 in Berlin. Nach 1936 wechselte Eckstein nach Berlin zum Ruderklub am Wannsee. Bei den Europameisterschaften 1938 in Mailand siegte er im Zweier ohne Steuermann zusammen mit Heinrich Stelzer. 1939 konnten die beiden ihren Deutschen Meistertitel von 1938 verteidigen.